# Beketovova řada kovů

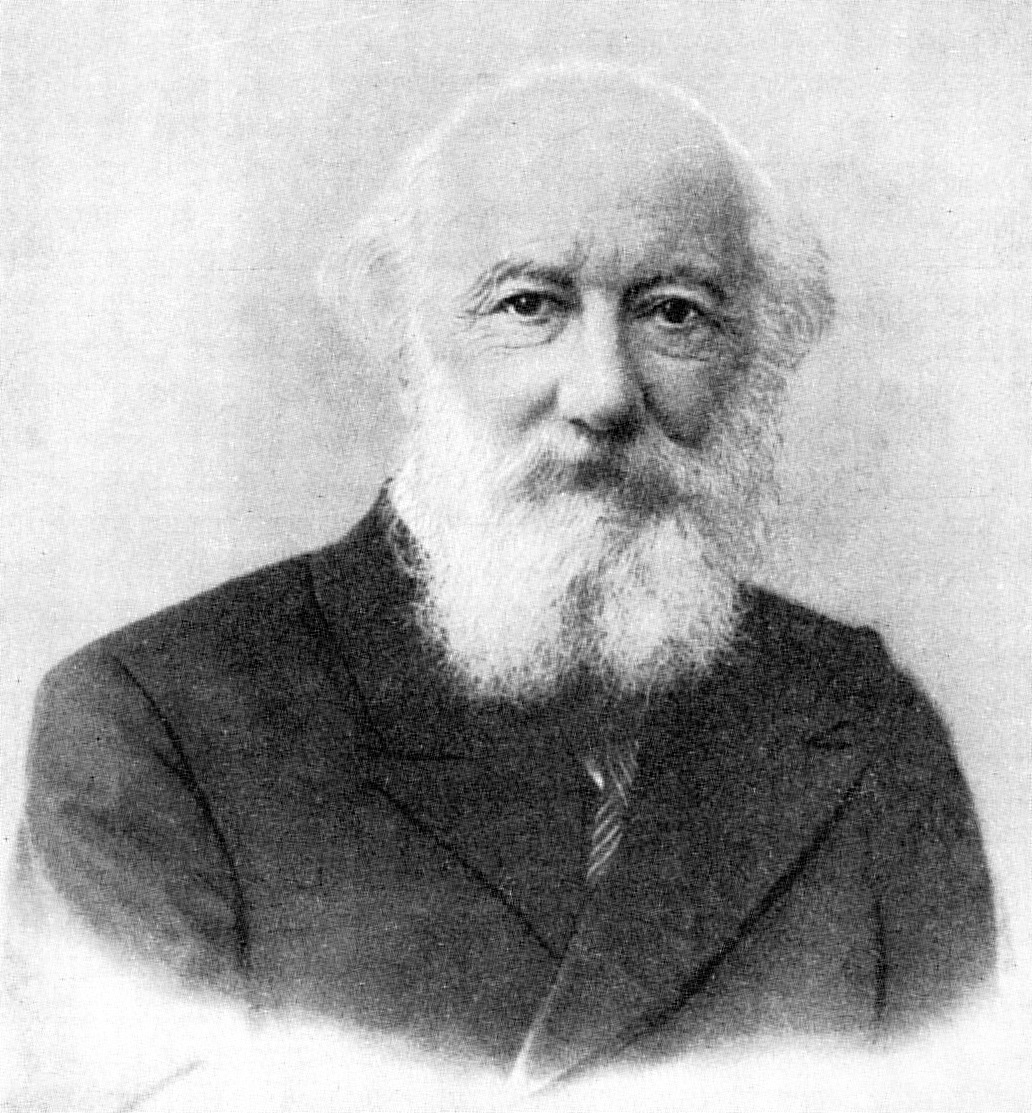
Nikolaj Nikolajevič Beketov

Beketovova řada kovů je řada kovů, vytvořená významným ruským fyzikálním chemikem N. N. Beketovem, řadí kovy dle hodnot jejich standardního elektrodového potenciálu (tj. elektrodového potenciálu vztaženého k vodíkové elektrodě). Na základě těchto hodnot lze pak získat cenné informace o vlastnostech kovů – především o jejich oxidačně-redukčních vlastnostech a o (z nich vyplývající) reaktivitě kovů – podle ní rozdělil Beketov kovy na dvě základní skupiny – na kovy ušlechtilé a neušlechtilé.

## Rozdělení kovů dle Beketova
Beketovova řada kovů má vícero podob – od kompletní řady kovů po její zjednodušenější verze, tzv. redukovaná řada kovů má tuto podobu:
Z polohy kovu v elektrochemické řadě napětí lze odvodit některé jeho vlastnosti, zejména reaktivnost a tím i jeho sklon ke korozi. Každý kov může být z roztoku své soli vyredukován libovolným kovem ležícím od něj v Beketovově řadě vlevo.
Kovy ležící vlevo od vodíku se nazývají neušlechtilé kovy (elektropozitivní) a v přírodě se (s několika výjimkami) nacházejí pouze vázané ve sloučeninách, kovy ležící v řadě vpravo od vodíku se nazývají ušlechtilé kovy (elektronegativní) a obvykle se v přírodě vyskytují jako ryzí.
Neušlechtilé kovy reagují s běžnými minerálními kyselinami za vzniku vodíku a soli příslušné kyseliny, ušlechtilé kovy s neoxidujícími kyselinami nereagují, reakce ušlechtilých kovů s oxidujícími kyselinami probíhají bez vývoje vodíku za vzniku solí kovu nebo jeho komplexní kyseliny.

### Pořadí kovů v Beketovově řadě
| kov       | oxidační číslo        | elektrodový potenciál Eº/V |
| --------- | --------------------- | -------------------------- |
| lithium   | 1                     | −3,0401                    |
| cesium    | 1                     | −3,026                     |
| rubidium  | 1                     | −2,98                      |
| draslík   | 1                     | −2,931                     |
| radium    | 2                     | −2,912                     |
| baryum    | 2                     | −2,912                     |
| stroncium | 2                     | −2,899                     |
| vápník    | 2                     | −2,868                     |
| sodík     | 1                     | −2,71                      |
| hořčík    | 2                     | −2,372                     |
| skandium  | 3                     | −2,077                     |
| beryllium | 2                     | −1,85                      |
| hliník    | 3                     | −1,66                      |
| titan     | 2                     | −1,63                      |
| titan     | 3                     | −1,208                     |
| titan     | 4                     | −1,19                      |
| mangan    | 2                     | −1,185                     |
| vanad     | 3                     | −0,87                      |
| zinek     | 2                     | −0,7618                    |
| chrom     | 3                     | −0,74                      |
| gallium   | 3                     | −0,56                      |
| železo    | 2                     | −0,44                      |
| kadmium   | 2                     | −0,40                      |
| indium    | 3                     | −0,34                      |
| thallium  | 3                     | −0,34                      |
| kobalt    | 2                     | −0,28                      |
| nikl      | 2                     | −0,25                      |
| cín       | 2                     | −0,13                      |
| olovo     | 2                     | −0,13                      |
| železo    | 3                     | −0,04                      |
| vodík     | 1                     | 0                          |
| bismut    | 3                     | +0,2                       |
| ruthenium | 2                     | +0,300                     |
| měď       | 2                     | +0,34                      |
| měď       | 1                     | +0,522                     |
| wolfram   | 6                     | +0,68                      |
| osmium    | 2                     | +0,69                      |
| stříbro   | 1                     | +0,7996                    |
| rtuť      | 2/1 (dirtuťný kation) | +0,7973                    |
| olovo     | 4                     | +0,8                       |
| rtuť      | 2                     | +0,851                     |
| iridium   | 3                     | +1,16                      |
| platina   | 2                     | +1,188                     |
| zlato     | 3                     | +1,52                      |
| zlato     | 1                     | +1,691                     |

Výhradní postavení v Beketovově řadě kovů má vodík – před ním se nacházejí neušlechtilé kovy (záporný elektrodový potenciál) a za vodíkem ušlechtilé kovy (kladný potenciál).
Beketov takto kovy rozdělil na základě zkoumání reakcí kovů mezi sebou a chování kovů při reakci s kyselinami.

### Reakce kovů s kyselinami
Kov stojící před vodíkem, tj. od vodíku nalevo (zde nahoře nad vodíkem), je schopen redukovat vodík a sám sebe zoxidovat. Příklady takovéto reakce jsou následující:
2 Na + H2SO4 → H2 + Na2SO4
2 Na + 2H2O → H2 + 2 Na+ + 2 OH−
(kovy stojící daleko před vodíkem jsou schopny zredukovat vodík dokonce i z vody)
Kov, který stojí od vodíku napravo, tedy za vodíkem, je schopný zoxidovat vodík a sám sebe redukovat, jak uvádí následující příklad:
CuO + H2 → Cu + H2O

### Reakce kovů mezi sebou
Kov stojící vlevo dokáže kov (v kladném oxidačním stavu) stojící vpravo redukovat a sám se tím pádem oxidovat, a naopak – kov, který stojí napravo je schopný kov stojící vlevo zoxidovat a sám se redukuje, jak ukazují následující příklady:
2 Na + ZnSO4 → Zn + Na2SO4
Zn + CuSO4 → Cu + ZnSO4